# 阿宝 (歌手)
阿宝（1969年2月27日—），原名张少淳，是一位中国男歌手。
他的歌曲有着独特的黄土高原的农村原生态民歌风格。出生于中国山西大同，在农村长大。小时对晋北陕北蒙西地区的乡下民歌产生兴趣，而后参加了许多歌唱比赛。他于2005年获得中国中央电视台《星光大道》节目的总冠军。并登上央视2006年度春节联欢晚会演唱《草原上升起不落的太阳》。他常见的演出打扮为西北农村风格——一块白毛巾扎头、身穿羊皮袄。

## 綜藝節目
- 2013年  中国星跳跃 參與者